# Boris Penth
Boris Penth (* 9. Juni 1950 in Völklingen, Saarland) ist ein deutscher Autor, Regisseur, Produzent und Kommunikationsberater. Er lebt und arbeitet in Hamburg.

## Leben und Ausbildung
Penth ist im Saarland geboren und hat dort seine erste Kindheit verbracht. Die Mutter Hildegard Schmidt hat an der Saarbrücker Werkkunstschule Malerei studiert, einer ihrer Lehrer war Boris Kleint. Der Vater Emil war zunächst Kürschnermeister bei der Fa. Korn in Saarbrücken, wechselte dann aus beruflichen Gründen nach Frankfurt am Main.
Dort legte Penth 1969 die Reifeprüfung ab. Es folgten eine Tätigkeit als Regieassistent (Theater am Turm) und ab 1970 ein Politikstudium an der FU Berlin (Otto-Suhr-Institut). Parallel zum Studium: Tätigkeit in der gewerkschaftlichen Bildungsarbeit. Ab 1975 Wissenschaftlicher Assistent an der TU Berlin mit dem Schwerpunkt „Jugendkultur und Medien“.
Seine Doktorarbeit legte er 1977 erfolgreich an der Universität Bremen vor: „Rationalisierung, Gesetzesreform und Gewerkschaften – Zur Konfliktentwicklung im öffentlichen Dienst der Bundesrepublik Deutschland“ – Erstgutachter war Rudolf Hickel.
1978–1981 war er Research Fellow am Wissenschaftszentrum Berlin im Projekt: „Forschung zur Humanisierung des Arbeitslebens – Ein internationaler Vergleich“ für das Bundesforschungsministerium. 1983 war er Fellow des German Marshall Fund of the United States.

## Publizistische Arbeit
Seit den 1970er Jahren veröffentlicht Penth Beiträge zu den unterschiedlichen Themenfeldern. Zuletzt erschien: Europas Mission – kulturell und politisch, herausgegeben von Boris Penth und Hartwig von Schubert, Röhrig Universitätsverlag, 2020, ISBN 978-3-86110-758-3.
Seit den 1980er Jahren ist er als Journalist, Fachautor und Regisseur für Radio und Fernsehen aktiv. Für Jugend-, Unterhaltungs- und Kulturmagazine (u. a. aspekte) entstanden mehr als 80 Filmbeiträge, hinzu kommen Audio-Arbeiten für mehrere Rundfunksender.
Zu Penths Schwerpunkten gehören auch Corporate-Image-Filme. Ab 1989 war er zehn Jahre als Gesellschafter der tempomedia-Filmproduktion Partner von Ralf Schipper.
Darüber hinaus hat er zahlreiche Dokumentationen realisiert, die unter anderem von der ARD, 3Sat und Arte sowie ausländischen Sendern ausgestrahlt wurden. Im Bereich Dokumentarfilm arbeitet er seit 2010 mit der Carpe Diem Film & TV Produktion von Barbara Wackernagel-Jacobs zusammen. Mit dem Kameramann Meinolf Schmitz kooperiert er seit Jahrzehnten, auch bei einigen Filmen mit Holly Fink. Die Komponisten Jens Fischer und Claude Chalhoub stellen für seine Filme Musik her, und die Editoren Josef van Ooyen und Jörn Falldorf sind für den Schnitt verantwortlich.

## Funktionen
Penth gehörte dem Auswahlgremium der Filmförderung Hamburg Schleswig-Holstein GmbH an und berät die Gesellschaft zur Medienförderung Saarland – Saarland Medien mbH, unter anderem als Mitglied des Fachbeirats in der Saarland Filmcommission.
Von 2002 bis 2005 war er künstlerischer Leiter des Filmfestivals Max-Ophüls-Preis in Saarbrücken. „Boris Penth ist es gelungen, den Max Ophüls Wettbewerb zum bundesweit führenden Nachwuchsfilmfestival zu machen. Wir teilen beide die Einschätzung, dass es für das kulturelle Leben im finanziell eher bescheiden ausgestatteten Saarland entscheidend darauf ankommt, einige wenige Veranstaltungen zu echten Leuchttürmen zu entwickeln.“

## Produktionen (Auswahl)
Filme ab 2009. Frühere Arbeiten auf der persönlichen Website von Boris Penth
- 2021: Eine jüdische Biografie – Richard Bermann erinnert sich. Penth verstehe seinen Film als Beitrag dazu,  „aus unseren Gedanken und Herzen Hass und Antisemitismus zu verbannen“, zitiert Forum – Das Wochenmagazin.[5][6]
- 2020: Das Papier sagt nichts, hört zu – Die Schriftstellerin Edith Aron.[7]
- 2019: Perfume – Videoclip mit Musik von Claude Chalhoub; Für Europa – Robert Schuman wiederentdecken.
- 2018: Alin Coen Band meets STÜBAphilharmonie[8]; Anwesend, Abwesend – Die Künstlerin Freda Heyden.
- 2017: Frankfurt/Rhein-Main Creative Hub.
- 2016: Success never comes easy – Porträt der Unternehmerin Elisabeth Schaeffler-Thumann.
- 2015: Autoneum – Mastering Sound and Heat; Marionettes Dance – Claude Chalhoub.
- 2014: Man nennt mich Macher – Der Sportfunktionär Hermann Neuberger.
- 2013: Ich habe mich immer eingemischt – Der Produzent Günter Rohrbach; 100 Jahre Frankfurter Golfclub.
- 2012: Ich male wie ein Wilder – Albert Weisgerber.
- 2011: Yto Barrada – Artist of the Year 2011.
- 2010: Willi Graf – Zivilcourage und Widerstand.
- 2009: Mitgefühl, Weisheit und Humor – Sogyal Rinpoche;[9] Höchstpersönlich – Dieter Kronzucker.

## Auszeichnungen
Penth erhielt für seine Filme mehr als 50 nationale und internationale Auszeichnungen. Eine Auswahl:
- 2001: intermedia-globe Gold in der Kategorie „Dokumentationen – Kunst“ beim World Media Festival - Global Competition for Modern Media, Hamburg, für den Film: Ein Weg zum Himmel – Der mexikanische Maler Rodolfo Morales (1999).
- 1997: Auszeichnung mit dem Grand Prix Scenario beim Festival International du Film d´Art et Pédagogique (Unesco, Paris) für den Film: Mit den Füßen im Himmel – Maler in Oaxaca (1997).
- 1996: Auszeichnung mit dem Prix Musique beim Festival International du Film d’Art (Unesco, Paris) für den Film: Magic Sounds – Musiker in Louisiana (1995).
- 1991: 1. Platz beim Bundeswirtschaftsfilmpreis für den Film: Circles – Internationaler Imagefilm des Chemiekonzerns Hoechst AG (1991).
- 1990: 1. Platz beim Bundeswirtschaftsfilmpreis für den Film: Umbautes Licht – Manifeste der Industriearchitektur (1990).